# بطولة الأمم الخمس 1964
بطولة الأمم الخمسة 1964 (بالإنجليزية: 1964 Five Nations Championship)‏ هو الموسم 70 من  بطولة الأمم الخمسة. كان عدد الأندية المشاركة فيه  5، وفاز فيه منتخب اسكتلندا الوطني لاتحاد الرغبي، ومنتخب ويلز الوطني لاتحاد الرغبي.